# والتر ر. هانسون
والتر ر. هانسون (بالإنجليزية: Walter R. Hanson)‏ هو سياسي أمريكي، ولد في 26 مارس 1931، وتوفي في 7 أغسطس 2014. حزبياً، نشط في الحزب الديمقراطي. وقد انتخب عضو مجلس نواب مينيسوتا.